# Jonathan Vrolix
Jonathan Vrolix (Hasselt, 9 november 1996) is een Belgische turner.

## Palmares
2017
- 44e vloeroefening World Cup Parijs

2014
- 4e grondoefening EK voor junioren met 14.308 punten
- 9e allround EK voor junioren met 81.313 punten

2013
- 7e allround Europese Jeugdfestival met 80.900 punten
- 6e grondoefening Europese Jeugdfestival met 13.900 punten
- 7e sprong Europese Jeugdfestival met 13.525 punten

2012
- 5e grondoefening EK voor junioren met 14.200 punten